# Lagrange Points
Lagrange Points (рус. точки Лагранжа) — дебютный студийный альбом московской пост-рок группы Mooncake, вышедший 9 мая 2008 года.
В преддверии альбома 20 сентября 2007 года был выпущен сингл More Oxygen, I Said…

## Список композиций
1. «Nine Billion Names... (To A. Clarke)» - 6:12;
2. «L2» - 1:37;
3. «Message From Arecibo» - 5:23;
4. «Rain In The Ashtray» - 5:57;
5. «L1» - 1:28;
6. «444» - 5:29;
7. «Novorossiysk 1968» - 5:54;
8. «L4» - 1:10;
9. «Mandarin» - 7:48;
10. «L3» - 1:07;
11. «The Horizons» - 8:10;
12. «L5» - 1:07;
13. «Short Stories Of Methuselah Tree» - 9:21.

## Видео
- Message From Arecibo;[1]
- Rain In The Ashtray;[2]
- 444;[3]
- Lagrange Points Promo.[4]

## В записи участвовали
- Антон Марченко — бас-гитара;
- Евгений Петров - гитара;
- Леонид Курашов — барабаны;
- Николай Буланов — виолончель;
- Павел Смирнов — гитара;
- Игорь Павлов - сведение.